# 이상후각
이상후각(parosmia, troposmia, 착후각, 냄새착오, 착각후각)은 자연스러운 냄새를 뇌가 제대로 식별할 수 없는 후각의 기능부전이다. 냄새를 제대로 식별할 수 없다고 함은 즉 자연스러운 냄새가 다른 냄새로 느껴짐을 가리킨다. 불쾌한 냄새로 느껴지는 경우가 많으며, 종종 탄 냄새, 썩은 냄새, 대변의 냄새와 같다고 형용된다.

## 원인
착후각증과 연관되는 질병은 많다. 위에서 인용된 Frasnelli 등이 진행한 착후각 또는 환후각(幻嗅覺, phantosmia)을 오래 앓고 있는 5명의 환자를 조사한 사례연구에서는 대부분이 상기도감염(upper respiratory tract infections)이 원인이었다. 상기도감염증이 후각수용체 신경(olfactory receptor neurons)을 손상시키고, 그것이 착후각으로 이어질 수 있다는 가설을 세울 수 있다. 유해한 용제(溶劑)와의 접촉도 착후각, 보다 구체적으로는 후각수용체 신경의 손상과 연관되어 왔다. 후각수용체 신경의 손상의 영향으로 특정 냄새를 올바른 신호로 변환하지 못하게 되므로, 따라서 냄새의 처리 중추인 후신경구(嗅神經球, olfactory bulb)에 잘못된 신호를 보내는 것이다. 그 후, 잘못된 신호가 실제 냄새와는 다른 냄새를 활성화시키며, 때문에 환자에게 입력된 냄새와 출력되는 냄새가 일치하지 않는다. 후각수용체 신경의 손상은 정보 전달 경로상의 말초 부분의 결함이지만, 뇌의 처리 중추의 손상도 후각장애로 이어진 사례도 있다.
다양한 종류의 두부외상에 의해 뇌가 손상된 경우, 뇌의 손상된 부분이 지배하고 있던 기능과 그에 관련된 기능부전이 나타날 수 있다는 점은 자명하다. 후각의 입력신호를 해석하는 뇌의 부분이 손상된 경우, 출력이 비정상적으로 나타날 가능성이 있다. 사람의 경우 후신경구는 뇌의 하부에 있다. 이 부분에 대한 물리적 손상은 이 영역이 정보를 처리하는 방식을 바꾸거나, 아예 이 영역의 기능을 바꾸어 버리는 다른 종류의 질환도 있다. 이 또한 착후각증에 이어질 가능성이 있다. 측두엽 간질도 착후각증과 연관되어 있으나, 보통 일시적인 경우가 많고, 착후각 증상의 시작은 발작이며, 1 - 2주까지 이어지는 것이 전형적이다. 착후각증은 파킨슨병의 징후로도 알려져 있으나, 파킨슨병 환자 모두에게서 나타나는 증상은 아니며, 구체적으로는 구명된 바가 없으나, 문헌상의 증례(症例)에 따르면 도파민 부족이 착후각증이나 환후각증을 초래한다고 한다.

## 진단
착후각증을 진단하는 한 방법으로 UPSIT(University of Pennsylvania Smell Identification Test)이 있다. Sniffin' Sticks도 착후각증을 진단하는 데 쓰이는 방법이다. 두 가지 다른 진단기술은 착후각증 개개의 증례에 있어서 비정상적인 냄새를 느끼는 원인이 되는 자극취(刺戟臭)가 단일 자극취에 의한 것인지, 복수의 자극취 그룹에 의한 것인지 감별하는 도구가 된다. Frasnelli 등이 진행한 한 증례연구에서는 어떤 종류의 냄새(구체적으로는 커피, 담배, 양파, 향수)가 환자에게는 구역질 나는 냄새, 자연에는 없는 냄새 즉 다른 알려진 냄새를 통해서 표현하기 어려운 냄새를 유발했다. 같은 논문에 있는 다른 증례연구에서는 어느 여성은 한 쪽의 코에는 착후각증이 나타나지만, 다른 한 쪽의 코에는 나타나지 않았다. 의학적 검사 및 MRI로는 어떠한 이상도 보이지 않았지만, 이 증례의 착후각증은 퇴행성으로, 시간과 함께 악화될 뿐이었다. 그러나 저자들은 착후각증이 후각의 재생을 예기할 수 있다고 논하였다.

## 치료
착후각증을 앓는 많은 환자에게서 증상은 시간이 지나면서 약화해가는 것이 일반적이다. 착후각증을 몇 년간 앓는 환자의 증례도 있지만, 흔히 나타나는 사례는 아니다. L-Dopa에서 착후각증을 처치하는 실험이 있었지만 그것을 제외하면 현재로서는 이후(異臭)를 느낄 수 없을만큼 인위적으로 후각상실증(anosmia) 또는 후각감퇴증(hypsomia)를 유발하는 것 외에는 처치 수단이 없다.

## 같이 보기
- 리차드 도티(영어판) 의학박사 - 후각기능 및 후각장애의 연구자.
- 환후각증(영어판)(幻嗅覺症, phantosmia) - 냄새가 없는데 냄새를 느끼는 증상.